# Al-Aqsa-intifadan
Al-Aqsa-intifadan (ibland andra intifadan) var ett palestinskt uppror mot Israel och inleddes den 28 september 2000 i samband med att Ariel Sharon gjorde ett uppmärksammat besök på Tempelberget i Jerusalems gamla stad.

## Orsaker till intifadan

### Israelisk historieskrivning
Intifadan började med att Yassir Arafat i september 2000 utropade "Saba sana intifada" (sju år av intifada). Då Ariel Sharon begärde att få besöka Israels, och hela judendomens, heligaste plats, Tempelberget, där Al-Aqsa-moskén, islams tredje heligaste plats, finns, tog de palestinska ledarna detta som orsak att sätta igång upploppet. Man har senare medgett att upploppet planerats länge i förväg. 
- Imad Faluji, den Palestinska myndighetens kommunikationsminister, medgav den 11 oktober 2001 att våldet hade planerats i juli, långt före Sharons "provokation" Han sade: "Den som tror att intifadan bröt ut på grund av den föraktade Sharons besök vid al-Aqsa-moskén har fel, även om detta besök blev den tändande gnistan. Denna intifada planerades i förväg, ända sedan president Arafat återvände från Camp David förhandlingarna"[2]. referens
- Sakher Habash, medlem i Fatahs Centralkommitté, sade i en intervju med den officiella palestinska tidningen Al-Hayat Al-Jadida: "Efter Camp David-mötet blev det klart för Fatah-rörelsen, som broder Abu Ammar [Arafat] hade varnat, att nästa fas kräver att vi förbereder oss för konflikt [med Israel], eftersom premiärminister Barak inte är en partner som förmår uppfylla vårt folks strävanden.[3]
- Ledaren för Fatah på Västbanken, Marwan Barghouti, sade i en intervju i en arabisk London-tidning: "Jag visste att slutet av september var den sista perioden före explosionen, men när Sharon anlände till al-Aqsa moskén var detta den lämpligaste tillfället för utbrottet av Intifadan... Kvällen före Sharons besök deltog jag i en panel på lokal-TV och tog tillfället i akt att uppmana allmänheten att bege sig till al-Aqsa moskén nästa morgon, för det var omöjligt att Sharon skulle nå al-Haram al-Sharif [Tempelberget] bara så där, och vandra iväg i fred".[4]

Sharons begäran infriades av Wakf, den muslimska överhögheten för Tempelberget, vars representant välkomnade honom och hans följe upp på Tempelberget, vilket även kan ses på journalfilmer från denna tilldragelse. Plötsligt blev Sharon med följe angripna av upprörda, stenkastande muslimer. Även detta finns dokumenterat. 
Nu spreds via moskéer och arabisk media att israelerna, med Sharon i spetsen, skulle riva Al-Aqsa-moskén, den största moskén belägen i södra delen av Tempelberget. Al-Aqsa betyder "längst bort liggande" (från Mekka räknat), och är enligt muslimsk tradition den plats från vilken Muhammed red till himmelen på sin häst. Arafat proklamerade sina sju år av intifada och "miljoner shahider (martyrer) mot Jerusalem".
Sharons besök fördömdes av palestinierna som en provokation och en inbrytning. Kritiker menar att Sharon visste att besöket skulle leda till våld och att målet med hans besök var politiskt.
Redan den 13 september 2000 hade medlemmar av Yasser Arafats Fatah-rörelse utfört ett antal attacker mot israeliska militära och civila mål, i strid med Oslo-avtalet. Dessutom hävdade den israeliska institutionen Palestinian Media Watch att det officiella palestinska TV-bolaget blev allt mer militant under sommaren 2000, när Camp David-förhandlingarna bröt samman.

### Palestinsk historieskrivning
Den 28 september 2000 gjorde Ariel Sharon en uppmärksammad "promenad" på moskeplatsen i Jerusalems Gamla Stad, islams tredje heligaste plats, tillsammans med ett tusental israeliska poliser. Där förklarade han att platsen, som israeler brukar benämna Tempelberget, inbegripet Klipp- och al-Aqsamoskeerna, skulle förbli under israelisk överhöghet för all framtid. Den palestinska reaktionen blev kraftig; det demonstrerades och kastades sten. Israel reagerade med mångdubbelt motvåld. I första omgången dödades fyra palestinier. Våldet trappades sedan efterhand upp. Internationell media menar att Sharons intrång på muslimernas heliga plats utlöste intifaden.
En åsikt är att Ariel Sharon hade oroats av den palestinska medgörligheten och förhandlingsvilligheten i Camp David. Han, liksom andra israeliska hökar, såg en uppenbar risk i att Ehud Baraks regering trots misslyckandet i Camp David skulle nå fram till ett resultat vid de planerade fortsatta förhandlingarna. Genom att provocera fram våldsamma konfrontationer med palestinierna kunde han såväl slutligt stoppa en fredsprocess, som skulle ha kunnat göra slut på drömmarna om ett Storisrael, som skapa ett opinionsläge i Israel som kunde underlätta för honom att nå sina drömmars mål, att bli Israels premiärminister. Bådadera lyckades.
En grundläggande orsak till intifadan var den fortsatta israeliska ockupationen av Västbanken och Gazaremsan som gjorde att det fanns uppdämd frustration bland palestinierna. Förhandlingarna i Camp David i juli 2000 som var tänkta att leda till ett avslutande av ockupationen hade misslyckats. 
Palestinierna hade väntat sig att PLO:s erkännande av Israel skulle leda till ett slut på den israeliska ockupation och att en palestinsk stat skulle upprättas. Istället hade under 1990-talet antalet israeliska bosättare på Västbanken och Gaza kraftigt ökat, innebärande konfiskering av allt mer palestinsk mark. Israel hade minskat palestiniernas rörelseutrymme genom många checkpoints, fortsatt att riva bostäder och ta bort olivträd.

### Amerikansk rapport om intifadan
Mitchellrapporten(en) är ett dokument från en amerikansk undersökningskommission, ledd av den förre senatorn George J. Mitchell, rörande tillståndet under de första stadierna av al-Aqsa-intifadan, Den publicerades den 30 april 2001, och är också känd som Sharm El-Sheikh Fact-Finding Committee Report. 
För att åter få igång fredsprocessen efterlyste rapporten ett omedelbart upphörande av allt våld, ett slut på byggandet av israeliska bosättningar på ockuperad mark.
och ett allvarligt försök från den palestinska myndigheten att få slut på terrorism.  
Rapporten kunde inte bekräfta att det fanns en medveten plan från den palestinska myndigheten att starta en intifada, inte heller att det fanns en medveten plan av Israels regering att svara med dödligt våld. Men man kunde inte heller finna att den palestinska myndigheten hade gjort tillräckliga ansträngningar för hålla tillbaka demonstrationer och kontrollera våldet när intifadan började, inte heller att Israels regering ansträngt sig tillräckligt för att undvika dödande våld när det gällt att kontrollera demonstrationer av obeväpnade palestinier. Sharons besök ansågs inte ha orsakat Al-Aqsa-intifadan men det var dåligt planerat och dess provocerande effekt borde ha förutsetts. Större betydelse hade beslutet av den israeliska polisen att den 29 september använda dödliga vapen mot palestinska demonstranter.

## Intifadan och internationell rätt
Israel hade vid denna tidpunkt i 33 år ockuperat Västbanken, Gaza och östra Jerusalem. Omvärlden, exempelvis EU, har upprepat den hållning som gällt alltsedan ockupationen 1967: att bosättningarna bryter mot Fjärde Genèvekonventionen som förbjuder en ockupationsmakt att flytta in sin egen befolkning.

## Intifadans offer

### Palestinska offer
Under intifadans första år rapporterades att 700 palestinier dödats. 15 dödsfall hade inträffat på grund av att transporter till sjukhus hindrats av israeliska vägspärrar. Drygt 16 000 fall av sårskador registrerades. 2 500 personer, däribland 537 barn, hade fått handikapp för livet. Fyra läkare och fem sjuksköterskor dödades medan de utförde vårdarbete på skadade. 93 ambulanser och hjälpfordon, motsvarande tre fjärdedelar av hela Röda Halvmånens fordonspark, hade skottskadats. Ett dussintal sjukhus hade träffats av skarp ammunition.

### Israeliska offer
Totalt har 342 militära och 753 civila israeliska dödsoffer rapporterats. 

### Statistik över skadade och dödade under intifadan
Sedan intifadan startade har mångdubbelt fler palestinier skadats och dödats än israeler.
Dödsoffer under perioden 2000-09-29 - 2010-11-30
- Palestinier dödade av Israels krigsmakt 6379
- Palestinier dödade av israeliska civila	50
- Israeliska civila dödade av palestinier 739
- Israelisk militär personal dödade av palestinier 342
- Utländska medborgare dödade av palestinier 55
- Utländska medborgare dödade av israelisk militär 10 (De som dödats vid bordningen av Ship to Gaza ingår inte)
- Palestinier dödade av palestinier 654
- Palestinier avrättade av den Palestinska myndigheten 10
- Palestinier avrättade av Hamas 5

Aktuella och detaljerade siffror samt namn på offren: https://web.archive.org/web/20100105120054/http://www.btselem.org/English/Statistics/Casualties.asp